# Geophis talamancae
Geophis talamancae — вид змій родини полозових (Colubridae). Мешкає в Коста-Риці і Панамі.

## Поширення і екологія
Geophis talamancae мешкають в горах Кордильєра-де-Таламанка в Панамі і на крайньому південному заході Коста-Рики. Вони живуть у вологих гірських тропічних лісах, на висоті від 1200 до 1880 м над рівнем моря. Ведуть напівриючий спосіб життя.

## Збереження
МСОП класифікує цей вид як такий, що перебуває під загрозою зникнення. Geophis talamancae загрожує знищення природного середовища.